# 关林街道
关林镇，是中华人民共和国河南省洛陽市洛龙区下辖的一个镇。

## 行政区划
关林镇下辖以下地区：
洛钢路社区、险峰社区、明花社区、镇北路社区、红旗社区、石油社区、关林村、练庄村、辛庄村、槐树湾村、八里堂村、刘富村、车圪垱村和皂角树村。